# بریستول بوارهوند
بریستول بوارهوند (به انگلیسی: Bristol Boarhound) یک هواگرد ساختِ کارخانهٔ بریستول ایروپلین در کشور بریتانیا است . نخستین استفاده‌کنندهٔ این هواپیما مکزیک بوده‌است. این هواگرد برای نخستین بار در ۸ ژوئن ۱۹۲۵ میلادی مورد استفاده قرار گرفت.